# Sikaicha
Sikaicha – gaun wikas samiti we wschodniej części Nepalu w strefie Meći w dystrykcie Taplejung. Według nepalskiego spisu powszechnego z 2001 roku liczył on 465 gospodarstw domowych i 2503 mieszkańców (1301 kobiet i 1202 mężczyzn).